# Schernfeld
Schernfeld è un comune tedesco di 3 017 abitanti, situato nel land della Baviera.